# Hyperolius viridigulosus
Hyperolius viridigulosus és una espècie de granota de la família dels hiperòlids que viu a Ghana i Costa d'Ivori.
Està amenaçada d'extinció per la pèrdua del seu hàbitat natural.